# Pterichis colombiana
Pterichis colombiana är en orkidéart som beskrevs av G.Morales. Pterichis colombiana ingår i släktet Pterichis och familjen orkidéer. Inga underarter finns listade i Catalogue of Life.